# Rodrigo Kenton
Rodrigo Kenton Johnson (Limón, 5 de marzo de 1955) es un exjugador y director técnico de fútbol costarricense, además de administrador de empresas. Actualmente se desempeña como miembro del comité ejecutivo de la Federación Costarricense de Fútbol.

## Personal
Nació en Limón, el 5 de marzo de 1955. Realizó sus estudios primarios en la Escuela Thomás Guardia Morales y la secundaria en el Colegio Diurno de Limón. Entre 1974 y 1980 estudió la carrera de administrador de empresas en la Universidad de Costa Rica, y en 1988 se graduó como técnico de fútbol en la Universidad Nacional de Costa Rica.

## Carrera deportiva
Rodrigo Kenton se inició como futbolista a los 12 años de edad, en 1968, cuando se incorporó a las filas menores del Deportivo Acón, en su ciudad natal. Con 16 años pasó al juvenil de Estrella Roja de la mano del técnico Manuel Alberto Solano, donde hizo una gira internacional. En este mismo año asciende a las promesas de la Asociación Deportiva Limonense, donde fue campeón en 1973, y debuta en Primera División con esporádicas participaciones hasta 1978, año en el que pasa a la Asociación Deportiva Ramonense, con el que logra alcanzar el tercer lugar general en el torneo de ese año, además de ser el máximo goleador del club en ese campeonato.
En 1979, firma por tres temporadas con el Deportivo Saprissa, pero en 1981, una lesión cervical le impide jugar por un año. En 1983 pasa a las filas del Municipal Puntarenas, donde disputa la final nacional contra la Liga Deportiva Alajuelense, quedando subcampeón nacional.
En 1985, firma con San Carlos FC, y un año después, vuelve al club que le dio origen, la Asociación Deportiva Limonense, donde juega por un año, para pasar luego a la Asociación Deportiva Guanacasteca (1987) y luego de nuevo a la Asociación Deportiva Ramonense (1988), equipo con el que se retira a los 33 años de edad.

## Carrera como entrenador
Tras su retiro en 1989 y recién graduado como director técnico en la Universidad Nacional de Costa Rica, inicia su nueva carrera como asistente técnico del yugoslavo Bora Milutinović, en la Selección de fútbol de Costa Rica que clasificó a la Copa Mundial de 1990 disputada en Italia. Este fue el primer mundial disputado por Costa Rica en toda la historia, donde alcanzó la segunda ronda luego de vencer a Escocia (1-0) y Suecia (2-1), y caer ante Brasil (0-1) y Checoslovaquia (1-4).
Luego del Mundial, en 1992, Kenton tiene su primera oportunidad como director técnico en el equipo de su provincia natal, la Asociación Deportiva Limonense, donde es cesado luego de cuatro partidos y cuatro derrotas al hilo. Para la Copa Mundial de Fútbol de 1994 jugada en Estados Unidos, Bora Milutinović, entrenador del equipo de ese país, lo recomendó como su asistente, pero la oposición de la federación norteamericana evitó que asumiera tal puesto. En 1996, es contratado como director técnico por el Municipal Puntarenas, con el que logra llegar a las semifinales del campeonato de ese año, en el que el equipo cae eliminado en las muertes súbitas. Un año después, logra evitar el descenso de este equipo y vuelve a clasificarlo a segunda ronda, donde es de nuevo eliminado.
En 1998, vuelve a ser llamado por Bora para que sea su asistente en la Selección de fútbol de Nigeria que participa en la Copa Mundial de Fútbol de 1998 en Francia. En ese mundial, Nigeria alcanza los octavos de final luego de vencer a Bulgaria y España (1-0 y 3-2 respectivamente), y perder con Paraguay (3-1) en primera ronda, y finalmente caer ante Dinamarca (1-4) en segunda ronda.
Un año después, en 1999, es contratado como asistente técnico del portugués Guillerme Fariña, técnico de la Liga Deportiva Alajuelense, cuadro con el que participa en varios torneos, entre ellos, la Copa Merconorte 2000, UNCAF y el Campeonato Nacional, donde logra su primer y único título en la temporada 1999 – 2000. Tras la renuncia de Fariña en 2001, Kenton toma la dirección técnica durante los últimos ocho juegos del campeonato en su primera fase logrando seis victorias y dos empates.
En 2001, regresa como asistente técnico de la Selección de fútbol de Costa Rica dirigida por Alexander Guimaraes, y con este equipo asiste a su tercer mundial de fútbol, la Copa Mundial de Fútbol de 2002 que se jugó en Corea del Sur y Japón. En este torneo, Costa Rica obtuvo 4 puntos merced a la victoria sobre China (2-0), empate con Turquía (1-1) y derrota ante el que sería el campeón mundial, Brasil (2-5), para quedarse en la primera ronda. 
El año 2002 marcaría un hito importante en su carrera al asumir la dirección técnica de la Selección Olímpica de Costa Rica, a la que clasifica a los Juegos Olímpicos de Atenas 2004, tras 20 años de ausencia del fútbol costarricense en estas justas. En estos Juegos, la Selección logró avanzar por primera y única vez a los cuartos de final con cuatro puntos al empatar con Marruecos (0-0), perder con Irak (0-2) y vencer a un Portugal (4-2), que contaba entre sus filas a jugadores de la talla de Cristiano Ronaldo y Hugo Almeida, para caer finalmente eliminada tras perder con el posterior ganador de la medalla de oro, la poderosa Argentina (0-4) de Carlos Tévez. Esta ha sido la mejor participación de un equipo de fútbol costarricense en las tres justas olímpicas a las que ha asistido (Moscú 1980, Los Ángeles 1984 y Atenas 2004).
Tras la Olimpiada, Kenton es contratado como agente y visor para la FIFA, pero regresa nuevamente como entrenador al ser contratado para dirigir a la Selección Preolímpica de Guatemala en 2008, la cual logra llevar hasta las semifinales del torneo preolímpico clasificatorio para las justas de Beijing 2008, donde cae eliminado en penales contra Honduras, luego de haber sacado a equipos como México y la misma Costa Rica.
Su labor en estas últimas competiciones motiva a que sea contratado como director técnico de la Selección mayor de fútbol de Costa Rica para la eliminatoria hacia la Copa Mundial de Fútbol de 2010 disputada en Sudáfrica, en substitución de Hernán Medford. Tras un inicio promisorio en la hexagonal final de la CONCACAF en la que el equipo logró 12 puntos merced a cuatro victorias sobre Honduras (2-0), El Salvador (2-1), Estados Unidos (3-1) y Trinidad y Tobago (3-2), siguieron dos estrepitosas derrotas ante Honduras (0-4), y México (0-3, siendo Costa Rica local). La caída ante El Salvador (0-1) en el Estadio Cuscatlán terminaría de sellar su destitución y la contratación del brasileño René Simoes en su lugar, quien finalmente tampoco lograría clasificar a Costa Rica al mundial.

## Carrera como visor de la FIFA
Tal vez uno de los aspectos más destacados de la carrera de Rodrigo Kenton es su labor como visor e instructor de la FIFA. Conocido por ser un estudioso del fútbol, cuatro meses después de la finalización de su contrato con Costa Rica como director técnico de la Selección Olímpica que asistió a Atenas 2004, es contratado como visor FIFA para observar el mundial infantil de Perú 2005, y estando en el mundial de Perú, se le contacta para que viaje al Holanda a fiscalizar el mundial de categoría Sub – 20 disputado en ese país.
Kenton también formó parte de un panel de expertos de la FIFA en el mundial de Alemania 2006, que se dedicó a analizar las tendencias y sistemas de juego de los equipos en ese mundial, en el que compartió con personajes de fútbol de renombre y expertos entrenadores como Francisco Maturana, Roger Milla, Andy Roxburgh, Teófilo Cubillas, Jozef Venglos, y otros. Además la FIFA lo llamó para fungir como visor FIFA de las selecciones que participarán en la Copa Confederaciones Sudáfrica 2009, en donde compartió con figuras como Abedi Pelé (Ghana), leyenda del fútbol africano; Gérard Houllier (Francia), otrora entrenador de la selección gala y actual director técnico de la Asociación de Fútbol de Francia; Abdel Moneim Hussein (Sudán), director de desarrollo futbolístico de la CAF; Kwok Ka Ming (Hong Kong), exentrenador de la selección de Hong Kong de fútbol, y Holger Osieck (Alemania), antiguo entrenador de la selección canadiense y entrenador asistente de Franz Beckenbauer de la selección alemana campeona de la Copa Mundial de la FIFA 1990.